# 贵民镇
贵民镇，原为贵民乡，是中华人民共和国四川省巴中市南江县下辖的一个乡镇级行政单位。2019年12月，撤销贵民乡、汇滩乡和柳湾乡，设立贵民镇。以原贵民乡、原汇滩乡和原柳湾乡新立社区、新立村、九岭村、郎坪村、红珠村所属行政区域为贵民镇的行政区域。

## 行政区划
贵民镇下辖以下地区：
长沟社区、蟒洞坝社区、铧厂村、茶园坝村、长沟村、双田村、蟒洞坝村、黄柏垭村和土潭河村。